# Friedrich Paul Nerly
Friedrich Paul Nerly (Venezia, 24 ottobre 1842 – Lucerna, 15 maggio 1919) è stato un pittore italiano (in italiano Federico Paolo Nerly, nei circoli artistici per distinguerlo dal padre anche Friedrich Nerly il Giovane).

## Biografia
Era figlio di Friedrich von Nerly (1807-1878) e di Agathe Alginovich (1810-1890), figlia adottiva del Marchese Maruzzi. Dopo l'istruzione artistica ricevuta dal padre, studiò pittura di paesaggio con Karl von Blaas o suo figlio Eugene de Blaas, Federico Moja e Pompeo Marino Molmenti.
Friedrich Paul Nerly lavorò a Roma fino al 1915. I temi principali del suo lavoro furono i paesaggi portuali, balneari e cittadini italiani (come nel tramonto nel mare Adriatico, la Grotta Bianca a Capri, surf sulla Costiera Amalfitana, spiaggia tra Ancona e Falconara).
Donò l'eredità artistica di suo padre alla sua città natale di Erfurt a condizione che fosse presentata in un museo. La città fece del lascito il nucleo alla base della pinacoteca del successivo Angermuseum.

## Opere

Opere su Venezia – Roma – Napoli
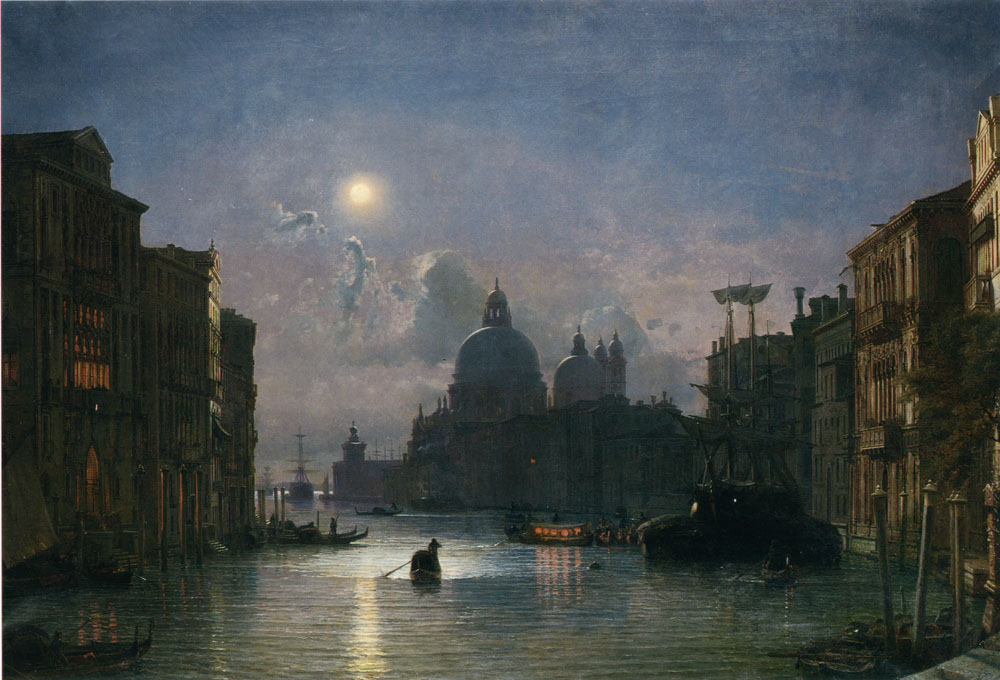
Canale Grande con Santa Maria della Salute al chiaro di luna
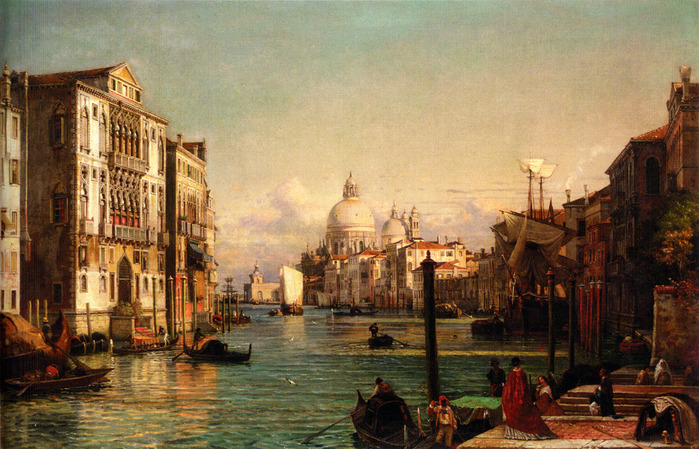
Canal Grande
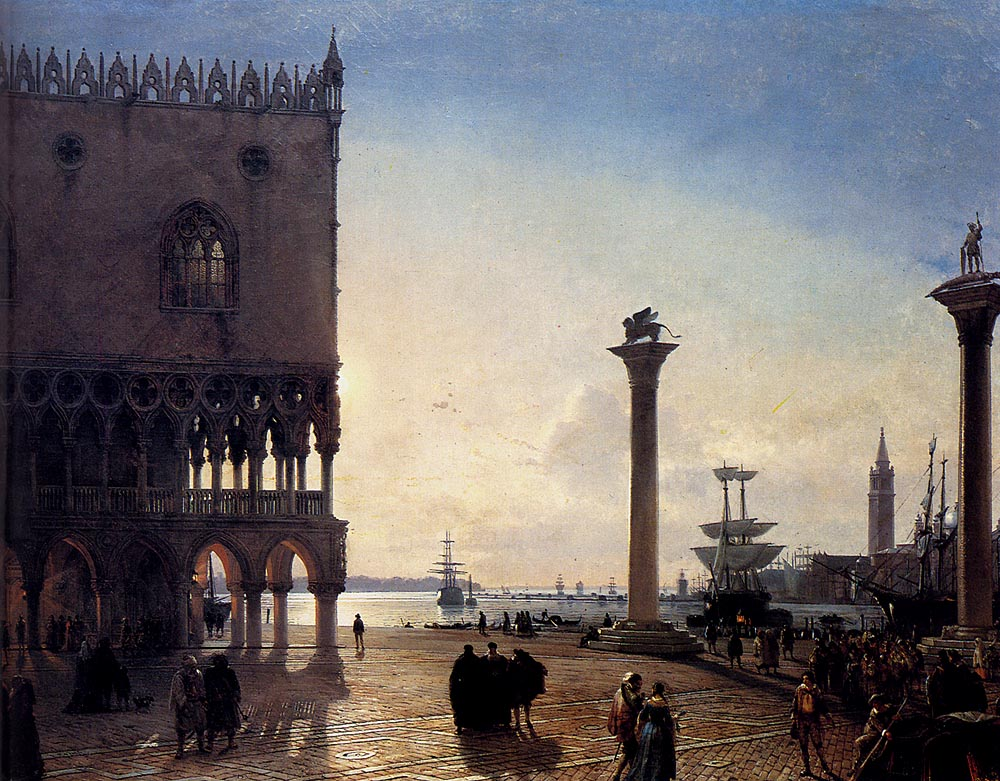
Piazza San Marco di notte
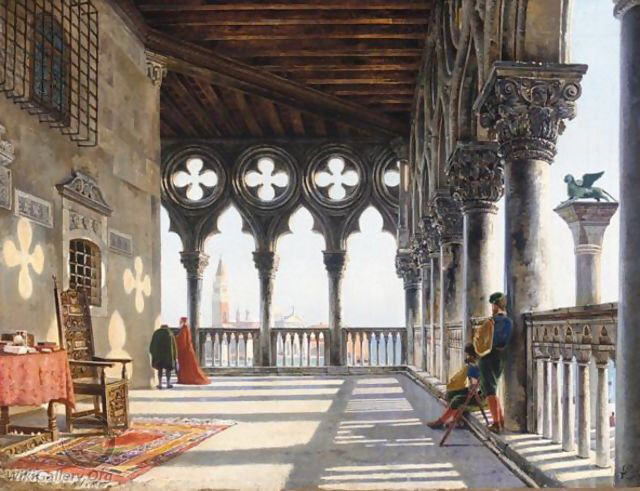
Galleria del Palazzo Ducale
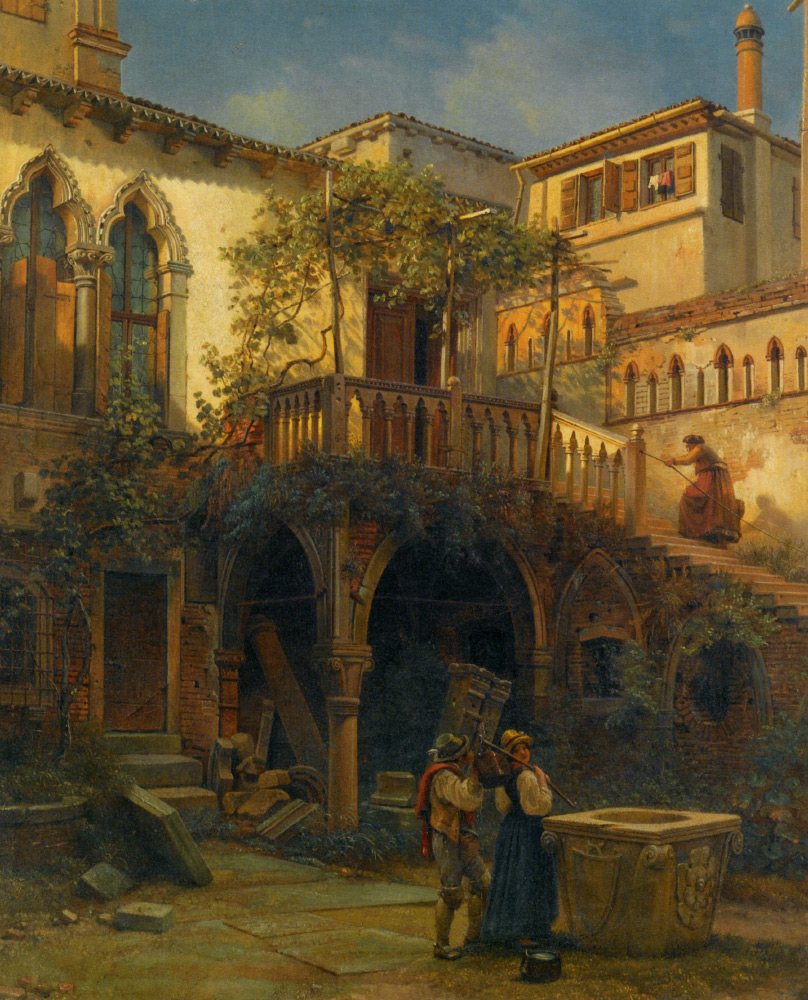
Tribunale di Venezia
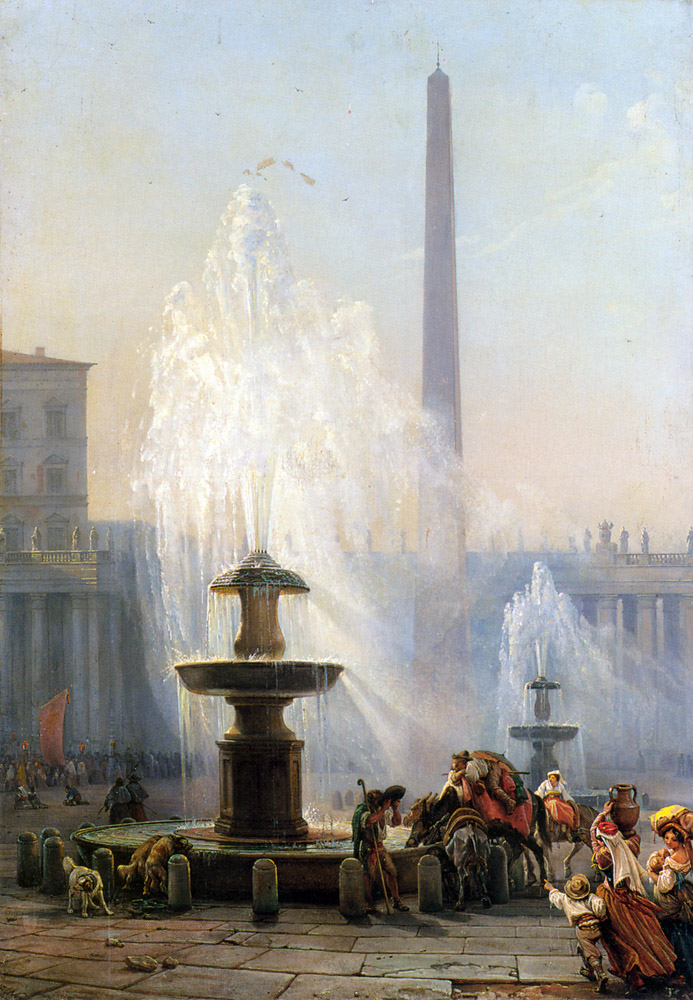
Piazza San Pietro a Roma
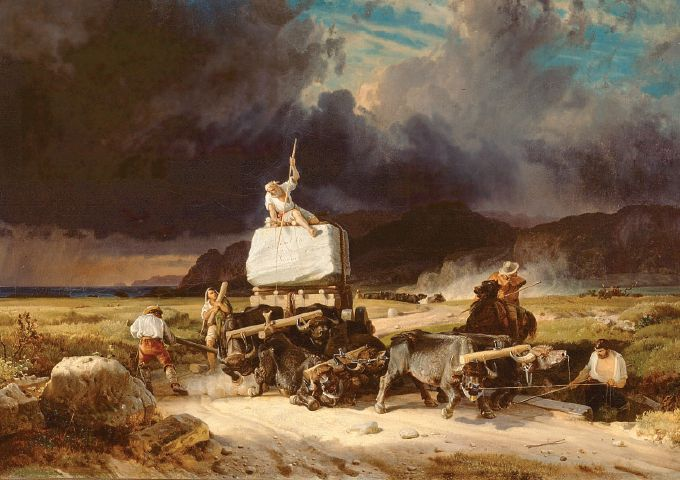
Trasporto di un blocco di marmo a Thorwaldsen a Roma
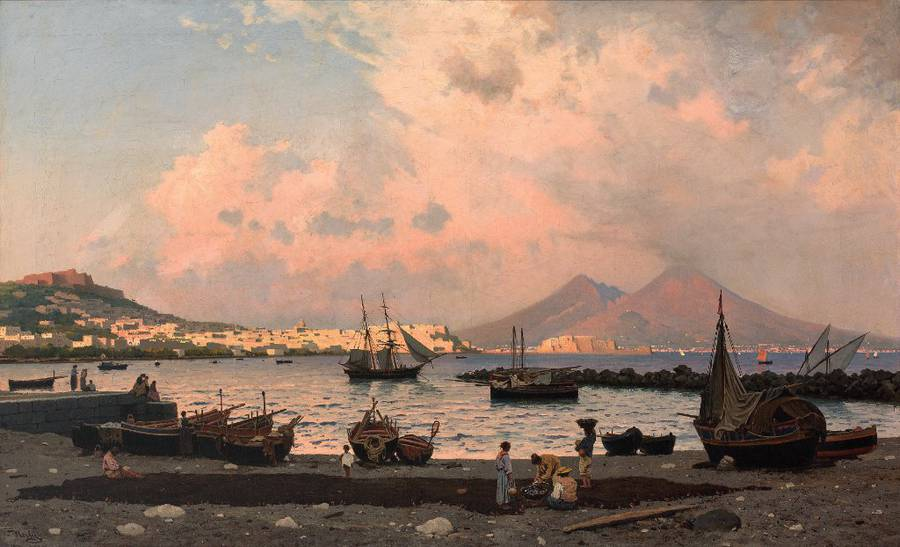
Golfo di Napoli e Vesuvio